# Chaetodontoplus
Chaetodontoplus – rodzaj ryb z rodziny pomakantowatych.

## Klasyfikacja
Gatunki zaliczane do tego rodzaju:

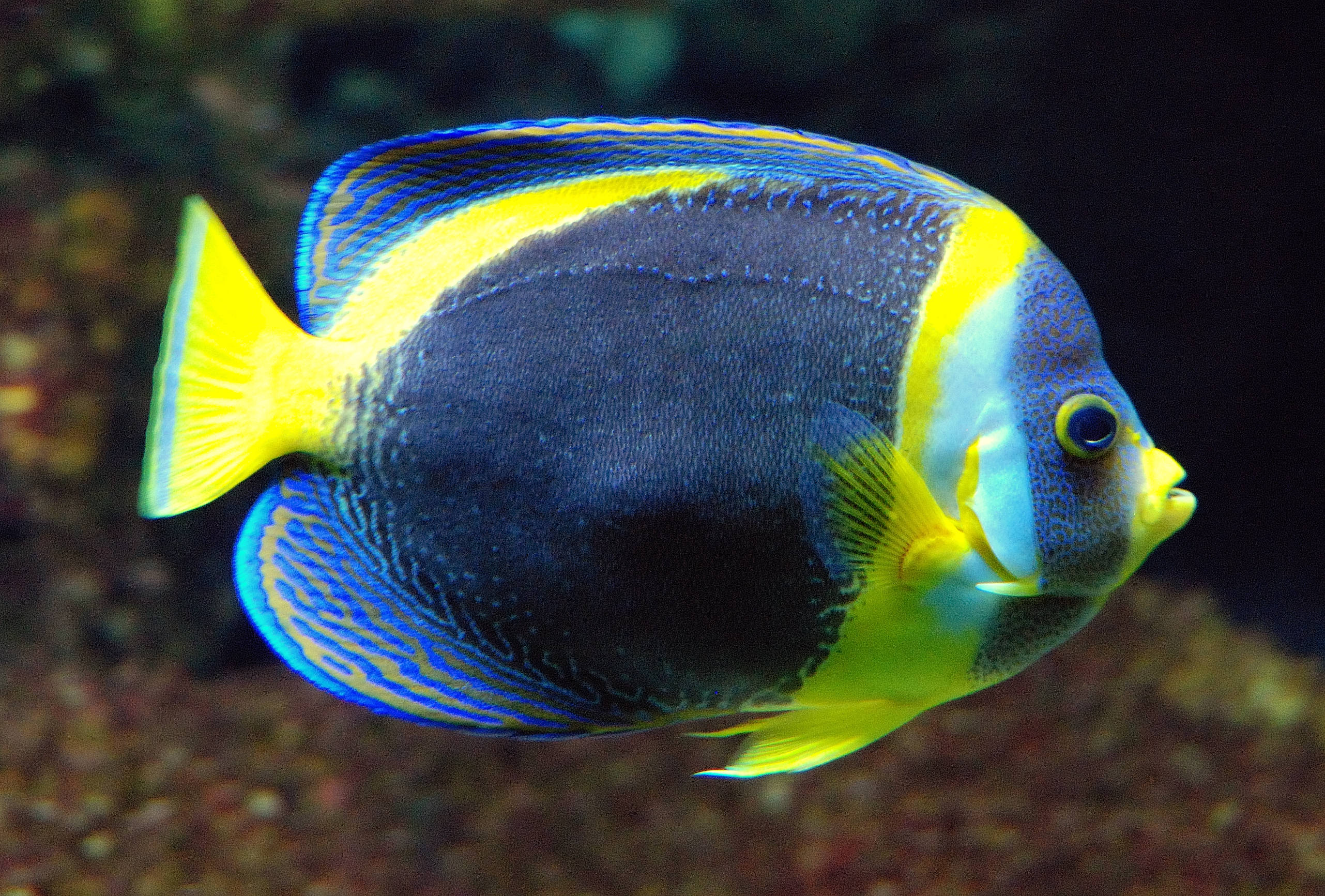
Chaetodontoplus ballinae
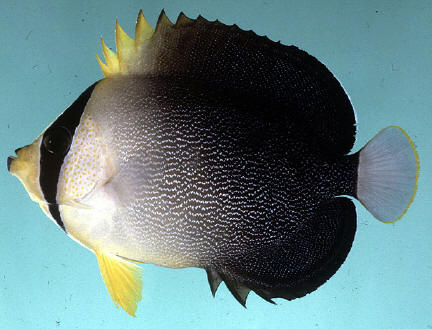
Chaetodontoplus caeruleopunctatus
- Chaetodontoplus cephalareticulatus
- Chaetodontoplus chrysocephalus
- Chaetodontoplus conspicillatus
- Chaetodontoplus dimidiatus
- Chaetodontoplus duboulayi
- Chaetodontoplus melanosoma
- Chaetodontoplus meredithi
- Chaetodontoplus mesoleucus - ustnik cesarski[potrzebny przypis]
- Chaetodontoplus niger
- Chaetodontoplus personifer
- Chaetodontoplus poliourus
- Chaetodontoplus septentrionalis
- Chaetodontoplus vanderloosi

- Chaetodontoplus duboulayi
- Chaetodontoplus mesoleucus